# マカロネシア

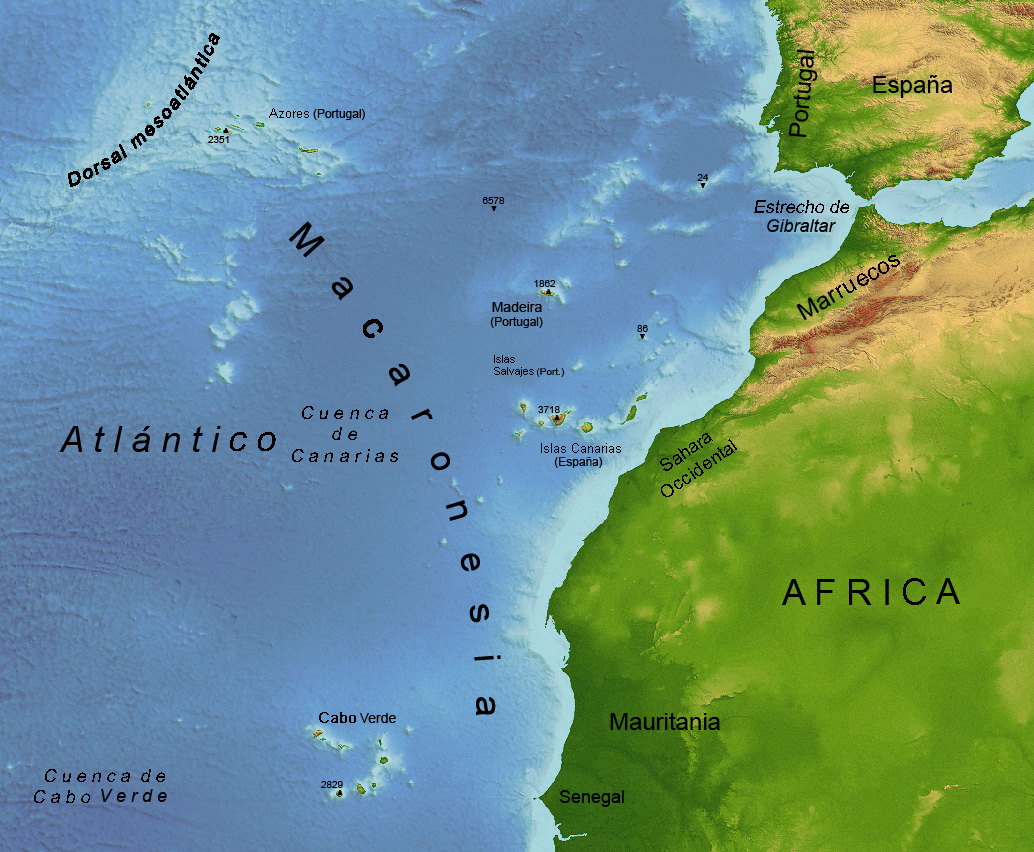
マカロネシアの島々。左上にアゾレス諸島（ポルトガル）、中央付近にマデイラ諸島（ポルトガル）とカナリア諸島（スペイン）、下のほうにカーボベルデの島々が見える。

マカロネシア（Macaronesia）は、ヨーロッパや北アフリカに近接する大西洋の複数の島々をまとめて表す用語である。
これらの島々はスペイン、ポルトガル、あるいはカーボベルデに属している。
マカロネシアという呼称は、ギリシア神話における死後の楽園である「エーリュシオン」の異称である「至福者の島」（古希: μακάρων νῆσοι、マカローン・ネーソイ）に因む。古代ギリシアの地理学者によってジブラルタル海峡の西にあるとされる島々を指して用いられていた。

## 列島
マカロネシアには大きく4つの列島がある。
北から順に、
ヨーロッパ
- アゾレス諸島 （ポルトガル領）

アフリカ
- マデイラ諸島（ポルトガル領）
- カナリア諸島（スペイン領）
- ベルデ岬諸島（バルラヴェント諸島およびソタヴェント諸島）（カーボベルデ領）

マカロネシアの島々は元々は火山であり、地学的ホットスポットによって生み出されたものと考えられている。

## 気候・自然
マカロネシアの島々の気候は亜熱帯から熱帯である。ポルトガル領のアゾレス諸島およびマデイラ諸島はより冷涼な気候であり、カナリア諸島やカーボベルデよりも降雨量が多い。
これらの島々は独特の生物地理学的特徴を有しており、固有の植物や動物の生息域となっている。マカロネシアの島々はいずれも大陸の一部となったことはなく、そこにある動植物はいずれも海によって隔てられた長距離を渡ってきた。ラウリシルバ（laurisilva）と呼ばれる照葉樹林は、アゾレス諸島、マデイラ諸島の全域と、カナリア諸島の一部・標高400メートルから1,200メートルの範囲を覆っていた（カナリア諸島東部とカーボベルデはより乾燥している）。これらの森林は氷河期による冷涼乾燥が訪れる前の、古代の地中海の海底や北西アフリカを覆っていた森林と類似している。ラウリシルバにはクスノキ科のApollonias、Ocotea、タブノキなど、リョウブ科のリョウブ、リュウゼツラン科の竜血樹、モクセイ科のPicconiaなどが見られ、これらは氷期以前から生息していたことが化石より明らかになっている。
森を材木や薪のために切り出し、牧草と農業用に植物を取り払い、人類によって島の外からの動植物が持ち込まれたことによって、島々の以前からの植物を大きく置き換えてしまった。ラウリシルバは縮小し袋地となった。それによって、多くの島々の固有の生態系が深刻な被害を受けたり、絶滅したりした。
ハエトリグモの属であるMacaroerisはマカロネシアにちなんで名づけられている。
座標: 北緯24度15分24秒 西経22度28分16秒 / 北緯24.25667度 西経22.47111度